# Álex Abrines
Alejandro „Álex“ Abrines Redondo (* 1. srpna 1993 Palma de Mallorca) je španělský basketbalista, hrající na pozici křídelníka za klub FC Barcelona. Je synem bývalého ligového basketbalisty Gabriela Abrinese, je vysoký 198 cm a váží 91 kg.
Začínal v druholigovém klubu CB Axarquía, od roku 2011 hrál za Baloncesto Málaga. V roce 2011 získal zlatou medaili na mistrovství Evropy v basketbalu hráčů do 18 let, kde byl vyhlášen nejužitečnějším hráčem turnaje. V roce 2012 skončil se španělským týmem na třetím místě na mistrovství Evropy v basketbalu hráčů do 20 let ve Slovinsku. Po šampionátu přestoupil do FC Barcelona a přispěl k jeho vítězství ve španělské nejvyšší soutěži v roce 2014. Byl nominován na mistrovství světa v basketbalu mužů 2014, kde Španělé obsadili páté místo. V roce 2016 získal cenu pro nejlepšího mladého hráče Euroligy a podílel se na zisku bronzových medailí na Letních olympijských hrách 2016.
V roce 2016 odešel hrát zámořskou National Basketball Association za klub Oklahoma City Thunder a ve své premiérové sezóně byl nominován k utkání Rising Stars Challenge. Přispěl k zisku třetího místa na mistrovství Evropy v basketbalu mužů 2017. V roce 2019 ho oklahomský tým uvolnil ze svých služeb a vrátil se do Barcelony, kde v roce 2021 získal další ligový titul. Startoval na Letních olympijských hrách 2020 v Tokiu, kde Španělé skončili na šestém místě.